# Centrale FS (métro de Milan)
Pour les articles homonymes, voir Centrale.
Centrale FS est une station de la ligne 2 et de la ligne 3 du métro de Milan, en Italie. La station de la ligne 2 a été inaugurée le 27 avril 1970 comme une extension d'une station depuis Caiazzo. Le 21 juillet 1971, la ligne a été prolongée jusqu'à Garibaldi.
De 1990 à 1991, la station a été le terminus de la ligne 3, date à laquelle Sondrio a été ouverte.
La station est située juste en dessous de la gare Milano Centrale. La station est souterraine avec deux voies dans un seul tunnel pour la ligne 3 et la ligne 2, la ligne 2 étant plus profonde que la ligne 3. La station dessert également la Tour Pirelli.